# Heinrich Jacobi (Archäologe)

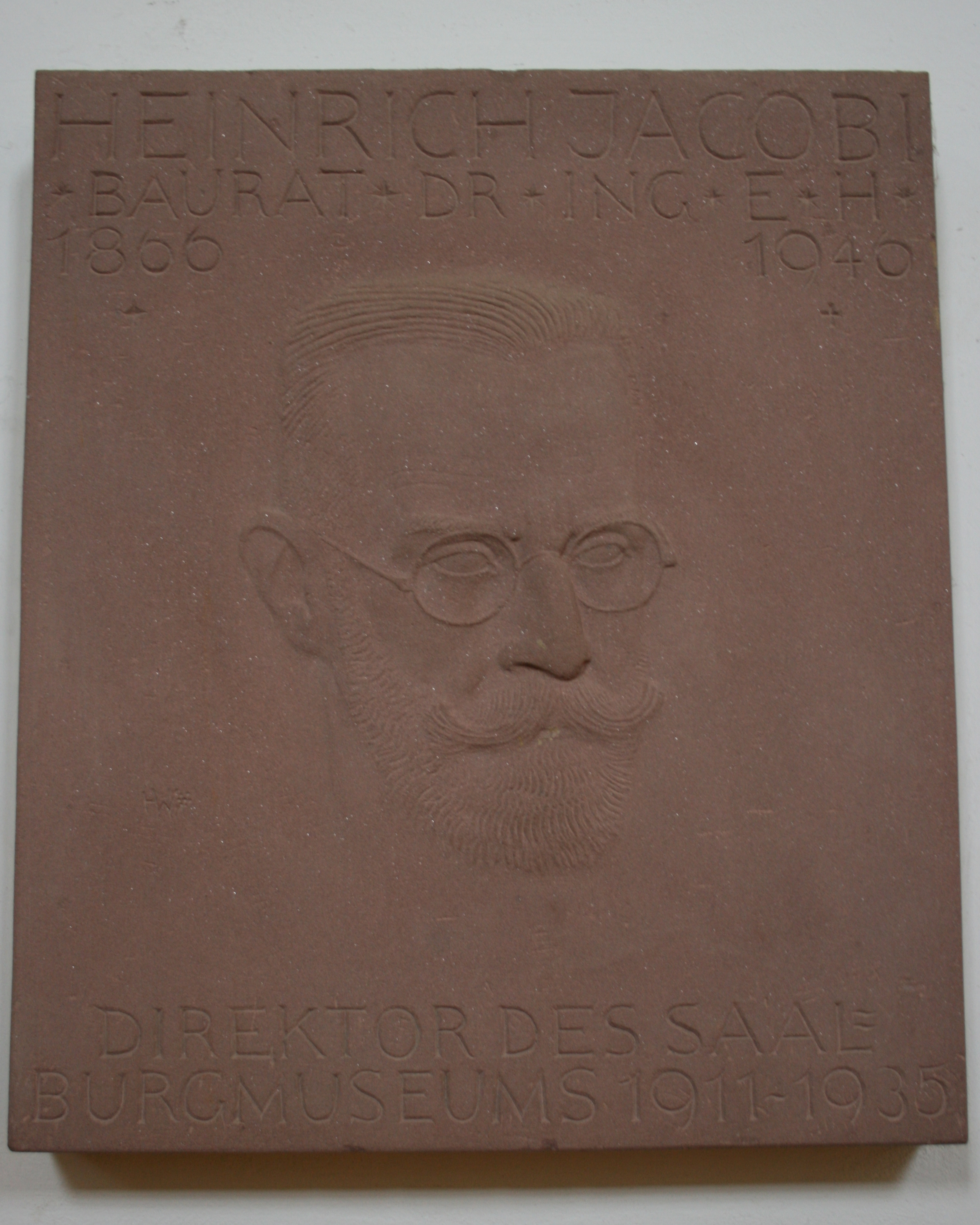
Sandsteintafel für Heinrich Jacobi im Saalburgmuseum

Heinrich Christian Jacobi (* 2. Juli 1866 in Homburg vor der Höhe; † 3. März 1946 ebenda) war ein deutscher Architekt und Provinzialrömischer Archäologe.

## Leben
Heinrich Christian Jacobi wurde als Sohn des provinzialrömischen Archäologen Louis Jacobi und seiner Frau Henriette geb. Will in Homburg vor der Höhe geboren. Von 1886 bis 1891 studierte er Architektur an der Technischen Hochschule Charlottenburg. Während seiner Studienzeit trat er der späteren Burschenschaft Landsmannschaft Normannia bei. Von 1895 bis 1896 leitete er im Auftrag von Grigore Tocilescu die Ausgrabungen in Adamklissi (Rumänien) und reiste zu römischen Ausgrabungen bis nach Nordafrika. Später war er als Regierungsbauführer (Referendar) in Marburg tätig, wo er 1896 zum Regierungsbaumeister (Assessor) ernannt wurde. 1899 wurde er im Auftrag der preußischen Regierung an der Saalburg in Homburg vor der Höhe tätig. Dort wurde er 1911 zum Königlichen Baurat und Landesbauinspektor und 1912 – als Nachfolger seines Vaters – zum Direktor des Saalburgmuseums ernannt.
In erster Ehe war er mit Henriette Louise verheiratet. Die Ehe blieb kinderlos doch sie adoptierten ein Mädchen, Hildegard genannt Hilde. Nach dem Tod seiner ersten Frau im Jahr 1925 heiratete er 1926 in zweiter Ehe Henriette Louise Johanna Trapp, die Enkelin von Eduard Christian Trapp.

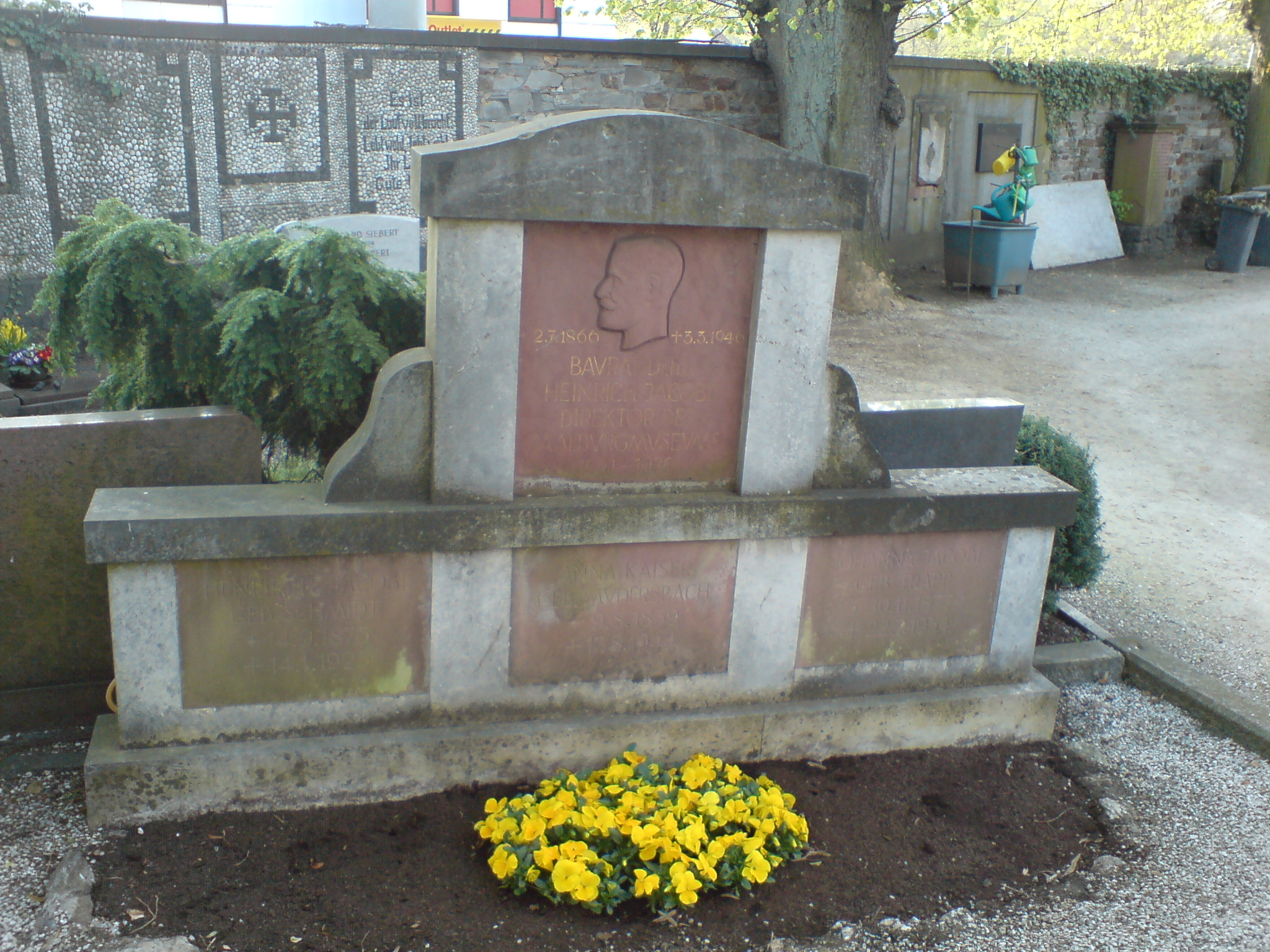
Grab von Heinrich Jacobi

Am Ersten Weltkrieg nahm er vom Herbst 1914 an als Hauptmann der Landwehr im Ersatz-Bataillon des Füsilier-Regiments „von Gersdorff“ (Kurhessisches) Nr. 80 in Wiesbaden teil. Anfang 1915 wurde er zum Bataillonsführer im Reserve-Infanterie-Regiment Nr. 83 in Homburg ernannt. Nach dem Krieg war er wieder als Direktor des Saalburgmuseums in Bad Homburg vor der Höhe tätig. Um 1926 erhielt er die Ehrendoktorwürde (als Dr.-Ing. e. h.). Über das Erreichen der Altersgrenze hinaus blieb er zunächst bis 1936 im Amt und übernahm nach Ende des Zweiten Weltkrieges von 1945 bis 1946 noch einmal die Leitung des Museums.

## Kastell Saalburg / Kirdorf
Zusammen mit seinem Vater Louis Jacobi war er maßgeblich am Wiederaufbau des Kastell Saalburg beteiligt.
Die von ihm geplante evangelische Gedächtniskirche an der Weberstraße im Bad Homburg-Kirdorf wurde am 18. August 1913 eingeweiht.

## Auszeichnungen
- Roter Adlerorden IV. Klasse
- Eisernes Kreuz II. Klasse im Jahre 1915[5]
- Hessische Tapferkeitsmedaille im Jahre 1916[7]
- Offizierskreuz des Franz-Josefs-Ordens mit der Kriegsdekoration, von Kaiser Karl persönlich überreicht (1917)[8]
- Offizierskreuz des St. Alexander-Ordens mit Schwertern im Jahre 1917[9]
- Bulgarische Silberne Medaille für Kunst & Wissenschaft am Bande im Jahre 1918[5]
- Verdienstkreuz für Kriegshilfe im Jahre 1918[9]

## Schriften
- Das Erdkastell der Saalburg. Sonderdruck aus dem Saalburg Jahrbuch. Bericht des Saalburgmuseums VI. 1914/1924. Frankfurt 1924.
- Führer durch das Römerkastell Saalburg und Homburg vor der Höhe. Schudt, Homburg 1905. 7. Auflage 1913.
- Kleiner Führer durch die Saalburg und ihre Sammlungen. Taunusbote, Bad Homburg 1918.
- Führer durch die Saalburg und ihre Sammlungen. Taunusbote, Bad Homburg 1921. 27. Auflage 1927.
- Die Saalburg: Führer durch das Kastell und seine Sammlungen. Taunusbote, Bad Homburg 1929. 13. Auflage 1936.
- Die Homburger Eisenbahn und ihre Vorläufer. Sonderdruck des Taunusboten, Bad Homburg 1938.